# Ерино (посёлок, Москва)
Ерино́ — посёлок сельского типа в районе Щербинка Новомосковского административного округа Москвы. До 1 июля 2012 года вместе со всем Рязановским поселением входил в состав Подольского района Московской области. Расположен в 18 км от МКАД по старому Варшавскому шоссе неподалёку от места слияния рек Десны и Пахры.
К посёлку примыкает одноимённая деревня Ерино. На востоке посёлок граничит с городом Подольском, на юге — с деревней Сальково.

## Население

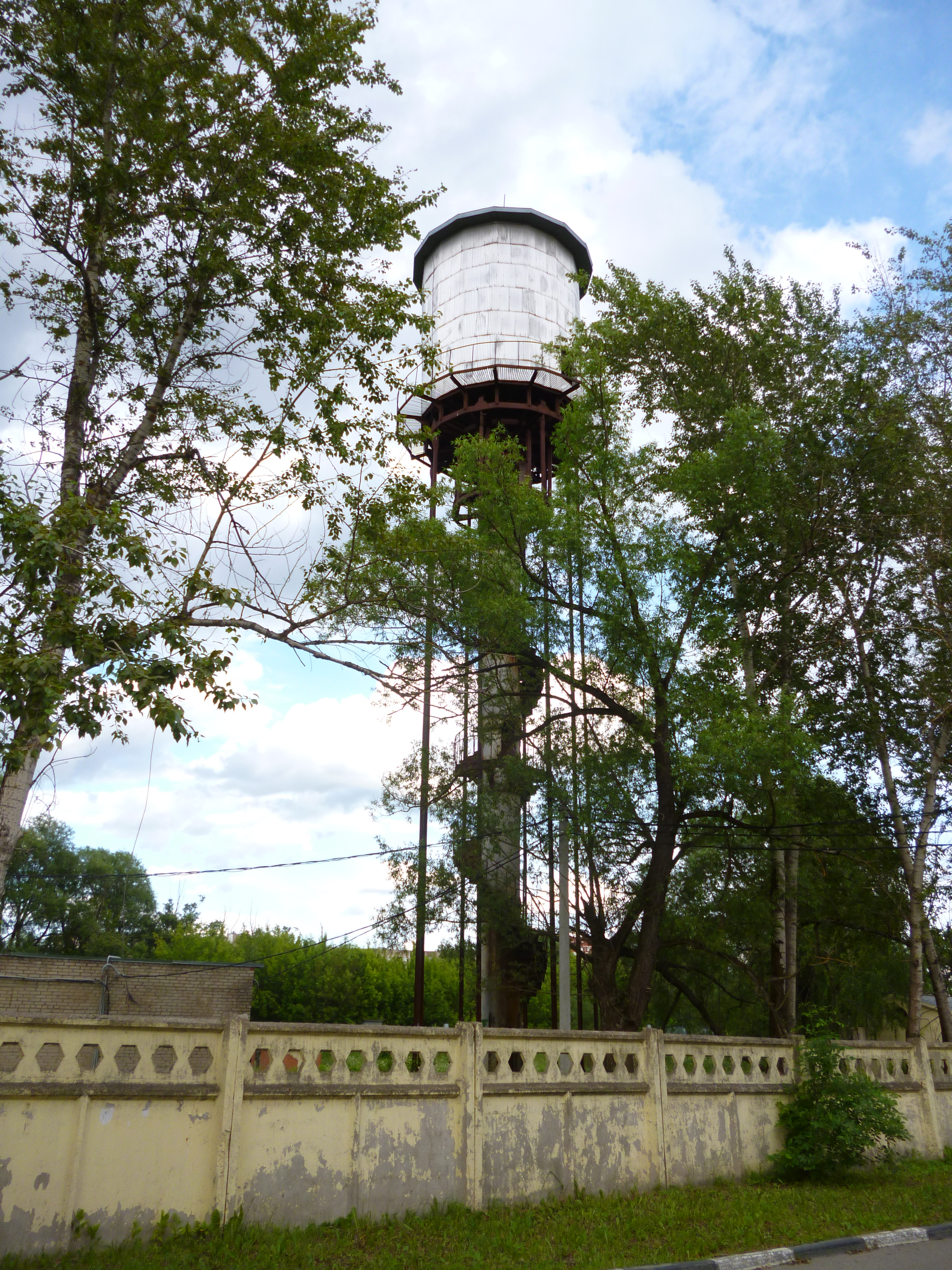
Водонапорная башня, снесённая в 2018 году

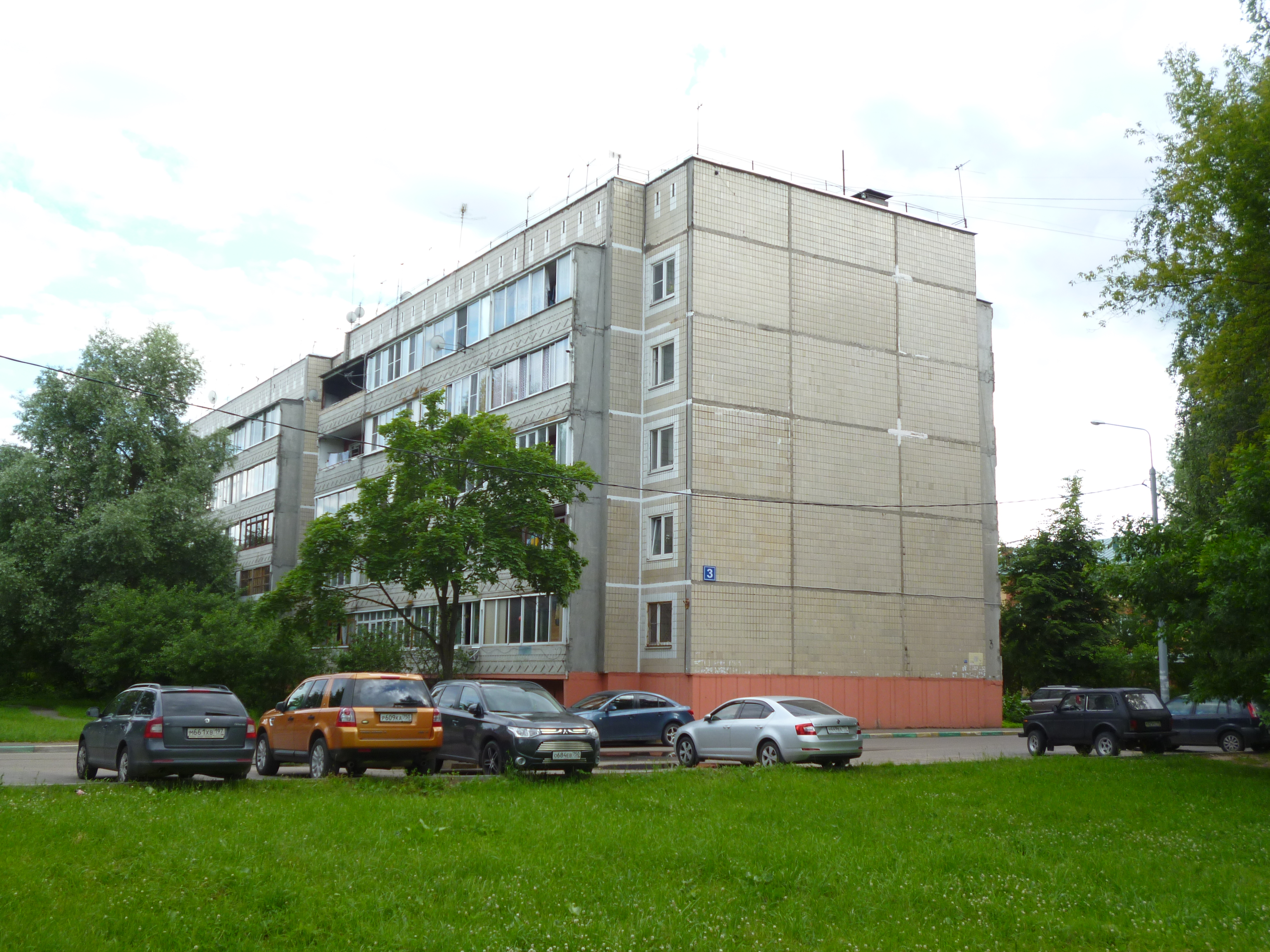
Многоквартирный дом

По данным Всероссийской переписи населения 2002 года, в посёлке проживало 2429 человек (1205 мужчин и 1224 женщины); преобладающая национальность — русские (92%). По данным на 2005 год  население посёлка составляло 2206 человек. По данным Всероссийской переписи 2010 года, в посёлке проживает 2692 человека (1240 мужчин и 1452 женщины).

## Инфраструктура
В посёлке находится легкоатлетический стадион (спортивный комплекс «Подолье»), на котором проводятся соревнования общероссийского уровня, а также там есть спортивный комплекс под названием «Богатырь» , а также санаторий «Ерино» российского профсоюза работников атомной энергетики и промышленности.

## Транспорт
От посёлка до станции МЦД Подольск ходит автобус № 1022 и маршрутка № 1256к, до платформы Кутузовская — автобус № 1041. От посёлка до района Чертаново Южное  «Чертаново Южное» ходит автобус № с962. До станции "МЦД Щербинка" ходит автобус № 969.